# خشونت علیه مسلمانان در هند
از زمان چندپارگی هند در سال ۱۹۴۷ (۱۳۲۶ شمسی) چندین مورد خشونت مذهبی علیه مسلمانان دیده شده‌است. این موارد اغلب در قالب حملات خشونت آمیز به مسلمانان توسط فرقه‌هایی از هندوها بوده‌است که می‌توان از آن‌ها به عنوان خشونت فرقه‌ای بین جوامع هندو و مسلمان نام برد. از سال ۱۹۵۰ (۱۳۲۹ شمسی) بیش از ۱۰٬۰۰۰ نفر در خشونت‌های جمعی بین هندوها و مسلمانان کشته شده‌اند که این موارد در ۶٬۹۳۳ مورد خشونت جمعی بین سالهای ۱۹۵۴ تا ۱۹۸۲ (۱۳۳۳ تا ۱۳۶۱ شمسی) اتفاق افتاده‌است.
این نوع آزار مسلمانان دلایل مختلفی دارد. می‌شود گفت که دلیل این گونه اتفاقات ریشه در تاریخ هند دارد. از جمله این عوامل تاریخی می‌توان نارضایتی از فتح شبه قاره هند توسط مسلمانان در قرون وسطی، سیاست‌هایی که توسط استعمارگران در قالب راج بریتانیا برای این کشور تعیین شده‌است و جدا شدن بخشی از هند در قالب اقلیت مسلمان با عنوان حکومت اسلامی پاکستان که با جنگ و خونریزی همراه بوده‌است را نام برد. بسیاری از محققان بر این باورند که چنین خشونت‌هایی ضد مسلمانان دارای انگیزه سیاسی بوده و بخشی از استراتژی احزاب سیاسی‌ای است که طرفدار ملی‌گرایی هندو هستند مانند حزب بهاراتیا جاناتا (جناح سیاسی راشتریه سویم سیوک سنگه). برخی دیگر از محققان نیز بر این باورند که این خشونت گسترده نیست و فقط به دلیل شرایط سیاسی-اجتماعی برخی از محله‌ها، گاهی این گونه اتفاقات رخ می‌دهند که به محله‌های خاصی نیز محدود می‌شود.

## بررسی کلی
خشونت علیه مسلمانان در هند اغلب به شکل حمله اوباش هندو به افراد مسلمان گزارش شده‌است. به این حملات در هند خشونت‌های جمعی یا شورش‌های جمعی گفته می‌شود که می‌توان گفت اینها همه بخشی از خشونت فرقه‌ای بین جامعه اکثریت هندوها و جامعه اقلیت مسلمانان است، همچنین این نوع درگیری‌ها را می‌توان با ظهور اسلام‌هراسی در طول قرن بیستم مرتبط دانست. بیشتر این حوادث در استانهای شمالی و غربی هند رخ داده‌است، این در حالی است که چنین احساسات تعصبى مذهبى کمتر در جنوب هند دیده می‌شود. از جمله مهم‌ترین چنین درگیری‌هایی، می‌توان به این موارد اشاره کرد: کشتار بزرگ کلکته در سال ۱۹۴۶ (۱۳۲۵ شمسی)، شورش در شهرهای بیهار و گارموکتشوار در سال ۱۹۴۶ (۱۳۲۵ شمسی) که پس از شورش ناحیه نواکهلی در بنگال شرقی رخ داد، قتل‌عام مسلمانان در جامو در سال ۱۹۴۷ (۱۳۲۶ شمسی)، قتل‌عام عظیم مسلمانان با نام عملیات پولو در حیدرآباد، شورش‌های ضد مسلمان در کلکته که خود از عواقب شورش‌های ۱۹۵۰ در شرق پاکستان (۱۳۲۸ شمسی) و شورش‌های ۱۹۶۴ در شرق پاکستان (۱۳۴۲ شمسی) بود، شورش‌های ۱۹۶۹ گجرات (۱۳۴۸ شمسی)، شورش‌های ۱۹۸۴ بیواندی (۱۳۶۳ شمسی)، شورش‌های ۱۹۸۵ گجرات (۱۳۶۳ شمسی)، شورش‌های ۱۹۸۹ باگلپور (۱۳۶۸ شمسی)، شورش‌های بمبئی، قتل‌عام نلی در سال ۱۹۸۳ (۱۳۶۱ شمسی)، شورش‌های ۲۰۰۲ گجرات (۱۳۸۰ شمسی) و شورش‌های ۲۰۱۳ مظفرنگر (۱۳۹۲ شمسی).
این نوع خشونت از زمان تقسیم هند به تدریج شکل گرفته‌است و به عنوان نمونه‌های بارز خشونت جمعی علیه یک گروه اقلیت بارها مورد بررسی و ثبت قرار گرفته‌است. از سال ۱۹۵۰ (۱۳۲۹ شمسی) تاکنون بیش از ۱۰٬۰۰۰ نفر در این درگیری‌های جمعی بین هندوها و مسلمانان کشته شده‌اند. براساس آمارهای رسمی، بین سالهای ۱۹۵۴ تا ۱۹۸۲ (۱۳۳۳ تا ۱۳۶۱ شمسی) تعداد ۶٬۹۳۳ مورد خشونت جمعی اتفاق افتاده‌است، همچنین در بین سالهای ۱۹۶۸ تا ۱۹۸۰ (۱۳۴۷ تا ۱۳۵۹ شمسی)، تعداد ۵۳۰ نفر هندو و ۱٬۵۹۸ نفر مسلمان در ۳٬۹۴۹ مورد خشونت و شورش جمعی کشته شده‌اند.
در سال ۱۹۸۹ (۱۳۶۸ شمسی)، شورش‌های جمعی گسترده‌ای در سرتاسر شمال هند رخ داد. پروین سووامی معتقد است که این نوع اقدامات خشونت آمیز دوره‌ای به نوعی باعث تیرگی «پیشینه تاریخی استقلال هند» شده و همچنین با در نظر گرفتن مناقشه کشمیر، چنین حوادثی اتحاد و یکپارچگی جامو و کشمیر را به تأخیر انداخته‌اند.
در سال ۲۰۱۷ (۱۳۹۶ شمسی)، IndiaSpend طی گزارشی اعلام کرد که از سال ۲۰۱۰ تا ۲۰۱۷ (۱۳۸۹ تا ۱۳۹۶ شمسی) میزان ۸۴ درصد از کسانی که قربانی درگیری‌های حاصل از «تعصب داشتن نسبت به گاوها» یا «مقدس پنداشتن گاوها» در هند شده‌اند، مسلمانان بوده‌اند و این در حالی بوده‌است که در حدود ۹۷ درصد این نوع درگیری‌ها پس از می ۲۰۱۴ (اردیبهشت ۱۳۹۳) گزارش شده‌است.

## علل و اثرات
همان‌طور که گفته شد این خشونت در تاریخ هند ریشه دارد که ناشی از نارضایتی طولانی در برابر فتح شبه قاره هند توسط مسلمانان در دوران قرون وسطی، سیاست‌های اعمال شده توسط استعمارگران بریتانیایی، جدا شدن قاهرانه بخشی از هند به عنوان یک کشور مسلمان با نام پاکستان و اینکه علی‌رغم جمعیت زیاد مسلمانان در هند آنها هنوز یک اقلیت به حساب می‌آیند، است. برخی از محققان این وقایع خشونت آمیز ضد مسلمانان را انگیزه گرفته از سیاست و سازمان یافته توصیف کرده و به جای اینکه چنین وقایعی را فقط «شورش» بنامند از آن به عنوان پوگروم یا نوعی نسل‌کشی، یا شکلی از تروریسم دولتی با «قتل‌عام‌های سیاسی سازمان یافته» یاد می‌کنند. برخی دیگر معتقدند، اگرچه جامعه مسلمان هند با تبعیض و خشونت روبرو بوده‌است، اما برخی از مسلمانان بسیار موفق بوده‌اند، بدین معنا که خشونت علیه مسلمانان در هند آن قدرها هم جدی و گسترده نیست و به دلیل شرایط سیاسی-اجتماعی فقط به برخی از مناطق شهری محدود می‌شود و در بسیاری از شهرها مسلمانان و هندوها با هم زندگی مسالمت آمیز دارند و تقریباً هیچگونه خشونت فرقه‌ای بین آنها وجود ندارند.

### نقش احزاب سیاسی
بسیاری از محققان علوم اجتماعی بر این عقیده‌اند که اغلب این اعمال خشونت آمیز به‌طور ویژه توسط احزاب سیاسی و سازمان‌های مربوط به جنبش‌های داوطلبانه هندوهای ملی‌گرا، مثل راشتریه سویم سیوک سنگه (آراس‌اس) پشتیبانی می‌شوند. به ویژه، محققان حزب بهاراتیا جاناتا (بی‌جِی‌پی) و حزب سیاسی شیو سنا را به دلیل همدستی در این حوادث خشونت آمیز مقصر می‌دانند که از خشونت علیه مسلمانان به عنوان بخشی از یک استراتژی انتخاباتی بزرگتر استفاده می‌کنند. به عنوان مثال، تحقیقات راحیل داتی‌والا و میکائیل بیگز نشان داده‌است در مناطقی که بی‌جِی‌پی با مخالفت شدید انتخاباتی مواجه است نسبت به مناطقی که در آن پر طرفدار است، قتل‌ها به مراتب بیشتر است. در سال ۱۹۸۹ (۱۳۶۸ شمسی)، حملات سازمان یافته به مسلمانان در شمال هند افزایش یافت و در پی آن بی‌جِی‌پی در انتخابات محلی و ایالتی موفقیت بیشتری کسب کرد. انسان‌شناس اجتماعی استنلی جه‌یاراجا تامبیاه نتیجه می‌گیرد که درگیری‌های باگلپور در سال ۱۹۸۹ (۱۳۶۸ شمسی)، قتل‌عام هاشیم‌پورا در سال ۱۹۸۷ (۱۳۶۶ شمسی) و درگیری‌های مرادآباد در سال ۱۹۸۰ (۱۳۵۹ شمسی) همگی قتل‌عام‌های سازمان یافته بوده‌اند. بنا بر گفته رام پونیانی، شیو سنا به دلیل نزاع‌های دهه ۱۹۹۰ (دهه ۱۳۷۰ شمسی) و بی‌جِی‌پی پس از نزاع‌های سال ۲۰۰۲ (۱۳۸۱ شمسی) در گجرات در انتخابات پیروز شدند. اگرچه، گیان پراکاش هشدار می‌دهد که اقدامات بی‌جِی‌پی در گجرات بر کل هندوستان تأثیر چندانی ندارد، مگر اینکه جنبش هندوتوا در استقرار این استراتژی در سطح کشور موفق شود.

### عوامل اقتصادی و فرهنگی
ملی گرایان هندو از واقعه تاریخی فتح شبه قاره هند توسط مسلمانان به عنوان بهانه‌ای برای خشونت علیه مسلمانان استفاده می‌کنند. آنها بر این باورند که مسلمانان هند از زمان تقسیم هند، سرسپرده پاکستان شدند و به صورت افراطی به آن گرویدند، بنابراین هندوها باید برای جلوگیری از تکرار اشتباهات گذشته، اقدامات دفاعی لازم را انجام دهند و مجدداً برتری خود را اعلام کنند. علاوه بر این، نرخ بالاتر باروری در میان مسلمانان موضوعی بوده‌است که همواره هندوها را نگران می‌کند. هندوها ادعا می‌کنند که میزان بالای تولید مثل در بین مسلمانان بخشی از برنامه‌ریزی مسلمانان برای تبدیل هندوها به اقلیت و تسخیر کشورشان است.
یکی دیگر از دلایلی که برای شیوع این خشونت‌ها مطرح شده‌است، رشد رو به افزایش طبقات ضعیف جامعه ناشی از تغییرات صورت گرفته در جهت توسعه اقتصاد است. این خشونت‌ها به نوعی جایگزین تنش‌های ناشی از فاصله طبقاتی شده‌است. ملی‌گراها به جای اینکه به مشکلات طبقات ضعیف جامعه بپردازند، در عوض مسلمانان و مسیحیان را به دلیل دینشان «یک هندی کامل» نمی‌دانند، و کسانی که اقدامات خشونت آمیز علیه آنها انجام می‌دهند را به عنوان «قهرمانانی» مجسم می‌کنند که از اکثریت در مقابل «بیگانگان» دفاع می‌کنند. به خاطر خصومت و کینه ناشی از زمان چندپارگی هند، مسلمانان به عنوان مظنون در نظر گرفته می‌شوند و وفاداری آنها به دولت همواره زیر سؤال می‌رود. بنا به گفته عمر خالدی:
خشونت ضد مسلمانان برای تضعیف مسلمانان از نظر اقتصادی و اجتماعی برنامه‌ریزی و اجرا شده‌است و نتیجه نهایی آن عقب ماندگی اقتصادی و اجتماعی، و پایین آوردن طبقه اجتماعی مسلمانان به ضعیف‌ترین طبقات جامعه هندو است.
همچنین ملی‌گرایی فرهنگی توسط شیو سنا به عنوان دلیل دیگری برای ابراز این خشونت بیان شد که در ابتدا ادعا داشت که به عنوان نماینده مردم مهاراشترا صحبت می‌کند، اما خیلی زود معلوم شد که تمام این بلاغت سخن آنها فقط برای تحریک افراد در جهت خشونت علیه مسلمانان بوده‌است. شیو سنا در ایجاد درگیری‌های سال ۱۹۸۴ (۱۳۶۳ شمسی) شهر بیواندی و درگیری‌های سالهای ۱۹۹۲ و ۱۹۹۳ (۱۳۷۱ و ۱۳۷۲ شمسی) شهر بمبئی دست داشته‌است. در سالهای ۱۹۷۱ و ۱۹۸۶ (۱۳۵۰ و ۱۳۶۵ شمسی) نیز سنا به تحریک افراد برای اعمال این خشونت اقدام کرده‌است. بنا بر گفته سودیپتا کاویراج، حزب ویشوا هندو پاریشاد (وی‌اِچ‌پی) هنوز درگیر منازعات مذهبی‌ای هستند که از دوران قرون وسطی آغاز شده‌است.
خشونت ضد مسلمانان برای هندوهایی که در خارج از هند زندگی می‌کنند، خطر امنیتی ایجاد می‌کند. از دهه ۱۹۵۰ (دهه ۱۳۳۰ شمسی)، در پاسخ به اقدامات خشونت آمیز علیه مسلمانان در هند، حملات تلافی جویانه‌ای به هندوها در کشورهای پاکستان و بنگلادش صورت گرفته‌است. پس از نزاع‌های سال ۱۹۹۲ (۱۳۷۱ شمسی) در بمبئی، معابد هندو در بریتانیا، دبی و تایلند مورد حمله قرار گرفتند. این خشونت مکرر به یک رسم و رسوم سخت تبدیل شده که شکافی بین جوامع مسلمان و هندو ایجاد کرده‌است.
حزب جماعت اسلامی هند در نکوهش این درگیری‌های جمعی بیانیه‌هایی صادر کرده‌است. آنها معتقدند که این خشونت‌ها نه تنها بر مسلمانان، بلکه بر کل هند تأثیر منفی می‌گذارد و این شورش‌ها مانع از پیشرفت هند می‌شود. در گجرات، قانون پیشگیری از فعالیت‌های تروریستی و اخلال گرانه (تادا) در حوادث مربوط به خشونت‌های جمعی در سالهای ۱۹۹۲ و ۱۹۹۳ (۱۳۷۱ و ۱۳۷۲ شمسی) مورد استفاده قرار گرفت. اکثر افراد دستگیر شده بر اساس این قانون مسلمان بودند. علاوه بر این، قانون تادا طی خشونت‌هایی که علیه مسلمانان در جریان شورش‌های بمبئی اعمال شد، مورد استفاده قرار نگرفت.

### جمعیت‌شناسی
سیاستمداران بی‌جِی‌پی، همانند سیاستمداران احزاب دیگر، معتقدند که جمعیت‌شناسی نقش اساسی در انتخابات هند دارند. بی‌جِی‌پی معتقد است که هر چه تعداد مسلمانان در حوزه انتخاباتی بیشتر باشد، احزاب میانه‌رو که بیشتر متعهد به انجام درخواست‌های گروه‌های اقلیت هستند، شانس انتخاب بالاتری پیدا می‌کنند که این موضوع احتمال زندگی مسالمت آمیز مسلمانان با همسایگان هندو خود را کاهش می‌دهد. بر اساس این استدلال «موفقیت مسلمانان» برای اجرای خواسته‌هایشان، عامل اصلی خشونت جمعی است. سوزان رودولف و لوید رودولف استدلال می‌کنند که اختلاف اقتصادی دلیل تهاجم به مسلمانان توسط هندوها است. با گسترش اقتصاد هند به دلیل جهانی‌شدن و سرمایه‌گذاری توسط شرکت‌های خارجی، انتظارات جمعیت هندو و نیازهای آنان برآورده نشده‌است. به همین خاطر ملی گرایان هندو فکر می‌کنند که منشأ مشکلات آنان مسلمانان هستند.
اقدامات ضد هندو و گروه‌های شبه نظامی ضد هندی در کشمیر و پاکستان، احساسات ضد مسلمان را در هند تقویت کرده‌است، که در نتیجه هندوها را نیز ذی‌حق نشان می‌دهد. بیانیه‌های هندوتوا مسلمانان را به عنوان خائن و دشمن دولت نشان می‌دهد که وطن‌پرستی را نکوهش می‌کنند. سامیت گانگولی استدلال می‌کند که ظهور تروریسم نه تنها نمی‌تواند بر اثر عوامل اقتصاد اجتماعی باشد، بلکه تأثیر گرفته از نزاع‌هایی است که افراد هندوتوا ایجاد کرده‌اند.

## درگیری‌های بزرگ

### ۱۹۶۴ کلکته (۱۳۴۲ شمسی)
در درگیری‌های بین هندوها و مسلمانان بیش از صد نفر کشته و ۴۳۸ نفر زخمی شدند. بیش از ۷٬۰۰۰ نفر دستگیر شدند. ۷۰٬۰۰۰ مسلمان از خانه‌های خود فرار کردند و ۵۵٬۰۰۰ نفر توسط ارتش هند مورد محافظت قرار گرفتند. در پی این شورش، مسلمانان در کلکته بیش از گذشته فقیر و ضعیف شدند. اعتقاد بر این بود که این شورش در پی خشونت علیه هندوها در پاکستان شرقی (هم‌اکنون بنگلادش) و توسط پناهندگان آنجا شکل گرفته‌است. این درگیری حتی در روستاهای بنگال غربی نیز مشاهده شده بود.

### ۱۹۸۳ قتل‌عام نلی (۱۳۶۱ شمسی)
قتل‌عام نلی در ایالت آسام در سال ۱۹۸۳ (۱۳۶۱ شمسی) اتفاق افتاد. نزدیک به ۱٬۸۰۰ مسلمان با اصلیت بنگالی توسط افراد قبیله لالونگ (به عنوان تیوا نیز شناخته می‌شوند) در دهکده‌ای به نام نلی کشته شدند. این کشتار به عنوان یکی از فجیع‌ترین قتل‌عام‌ها از زمان جنگ جهانی دوم توصیف شده‌است که اکثر قربانیان آن زنان و کودکان بوده‌اند و در نتیجه اقدامات جنبش آسام صورت گرفته‌است.
یکی از دلایلی که برای این واقعه ذکر شده‌است نارضایتی در مورد مهاجران است. جنبش آسام اصرار سخت گیرانه‌ای نسبت به مهاجران غیرقانونی و اخراج آنها از کشور داشت. آن زمان حمایت گسترده‌ای از این جنبش می‌شد، اما بین سالهای ۱۹۸۱ تا ۱۹۸۲ (۱۳۶۰ تا ۱۳۶۱ شمسی) این حمایت رو به افول گذاشت.
این جنبش خواستار آن شد که هر کس از سال ۱۹۵۱ (۱۳۳۰ شمسی) به‌طور غیرقانونی وارد کشور شده بود تبعید شود. با این حال، دولت مرکزی بر تاریخ ۱۹۷۱ (۱۳۵۰ شمسی) اصرار داشت. در اواخر سال ۱۹۸۲ (۱۳۶۱ شمسی) دولت مرکزی انتخاباتی را برگزار کرد، جنبش را به همه‌پرسی گذاشت و مردم را برای بایکوت آن فراخواند و این منجر به خشونت گسترده‌ای شد.
گزارش رسمی کمیسیون تیواری در مورد قتل‌عام نلی هنوز یک راز بسیار محافظت شده‌است (فقط سه نسخه از آن وجود دارد). گزارشی ۶۰۰ صفحه‌ای از این واقعه در سال ۱۹۸۴ (۱۳۶۳ شمسی) به دولت آسام ارسال شد و دولت کنگره (به ریاست هیتسوار سایکیا) تصمیم گرفت آن را علنی نکند و دولت‌های بعدی نیز از این روند پیروی کردند. جبهه دموکراتیک متحد آسام و سایرین تلاش می‌کنند تا گزارش کمیسیون تیواری را علنی کنند، بلکه عدالت فراخور حداقل بعد از ۲۵ سال از گذشت این واقعه در مورد قربانیان اجرا شود.
از آن زمان به بعد، هیچ موردی از خشونت جمعی در بخش بالایی آسام وجود نداشته‌است.

### ۱۹۶۹ تا ۱۹۸۹ (۱۳۴۸ تا ۱۳۶۸ شمسی)
تخمین زده می‌شود که در طی شورش‌های ۱۹۶۹ گجرات (۱۳۴۸ شمسی)، ۶۳۰ نفر جان خود را از دست داده‌اند. شورش‌های ۱۹۷۰ بیواندی (۱۳۴۹ شمسی) نمونه‌ای از نزاع‌های ضد مسلمانان بود که بین ۷ تا ۸ می (۱۷ تا ۱۸ اردیبهشت) در شهرهای بیواندی، جالگاون و مهاد رخ داد. بسیاری از اموال و دارایی‌های متعلق به مسلمانان در این درگیری‌ها مورد آتش‌سوزی و خرابکاری قرار گرفت. در سال ۱۹۸۰ (۱۳۵۹ شمسی) در مرادآباد، حدود ۲٬۵۰۰ نفر کشته شدند. گزارش‌های رسمی حاکی از کشته شدن ۴۰۰ نفر است ولی سایر شاهدان تعداد کشته شدگان این واقعه را بین ۱٬۵۰۰ تا ۲٬۰۰۰ نفر تخمین می‌زنند. پلیس محلی مستقیماً در برنامه‌ریزی این خشونت نقش داشته‌است. در سال ۱۹۸۹ (۱۳۶۸ شمسی) در باگلپور، تخمین زده می‌شود تقریباً ۱٬۰۰۰ نفر در حملات خشونت آمیز جان خود را از دست داده‌اند، اعتقاد بر این است که این نزاع نتیجه تنش‌های ایجاد شده توسط حزب ایودیا دیسپوت و دار و دسته راه انداخته شده توسط فعالان وی‌اِچ‌پی بوده، که می‌خواستند قدرت خود را به رخ جوامع اقلیت بکشند و زهر چشمی از آنها بگیرند.

### ۱۹۸۷ قتل‌عام هاشیم‌پورا (۱۳۶۶ شمسی)
قتل‌عام هاشیم‌پورا در ۲۲ می ۱۹۸۷ (۱ خرداد ۱۳۶۶ شمسی) در جریان نزاع بین هندوها و مسلمانان در شهر میروت واقع در ایالت اوتار پرادش هند اتفاق افتاد، هنگامی که ۱۹ نفر از پرسنل نیروهای پلیس مسلح ایالتی (پی‌اِی‌سی) که گفته می‌شود ۴۲ جوان مسلمان را از محله هاشیم‌پورا شهر جمع کردند و آنها را با کامیون به حومه شهر نزدیک مرادنگر، در بخش قاضی‌آباد برده و در آنجا آنها را تیرباران کرده و اجساد آنها در کانال‌های آب انداختند. چند روز بعد اجساد آنان پیدا شد که در کانال آب شناور بودند. در ماه می ۲۰۰۰ (اردیبهشت ماه ۱۳۷۹)، ۱۶ نفر از آن ۱۹ مامور پلیس متهم شدند و بعداً با قید وثیقه آزاد شدند و این در حالی بود که ۳ نفر باقی مانده در آن زمان مرده بودند. دادرسی این پرونده توسط دیوان عالی هند در سال ۲۰۰۲ (۱۳۸۱ شمسی) از دادگاه بخش قاضی‌آباد به یک دادگاه محلی در مجتمع قضایی تیس هازاری در دهلی منتقل شد، که مدتی در آنجا از قدیمی‌ترین پرونده‌های بلاتکلیف بود. در ۲۱ مارس ۲۰۱۵ (۱ فروردین ۱۳۹۴)، همه ۱۶ مرد متهم در پرونده قتل‌عام هاشیم‌پورای ۱۹۸۷ توسط  دادگاه تیس هازاری به دلیل عدم وجود شواهد کافی تبرئه شدند. دادگاه بر این نکته تاکید داشت که بازماندگان این واقعه، نتوانسته‌اند هیچ یک از پرسنل پی‌اِی‌سی متهم در این پرونده را شناسایی کنند. در ۳۱ اکتبر ۲۰۱۸ (۹ آبان ۱۳۹۷)، دادگاه عالی دهلی حکم صادر شده از جانب دادگاه تیس هازاری را مردود اعلام کرد و آن ۱۶ نفر از پرسنل پی‌اِی‌سی را در این قتل‌عام مجرم تشخیص داد، در نتیجه آنها را به حبس ابد محکوم نمود.

### ۱۹۹۲ شورش بمبئی (۱۳۷۱ شمسی)
تخریب مسجد بابری توسط ملی گرایان هندو به‌طور مستقیم منجر به شورش‌های بمبئی در سال ۱۹۹۲ (۱۳۷۱ شمسی) شد. بر اساس مقاله‌ای که در نشریه هندویی Frontline با عنوان زمستان خونین منتشر شده‌است، «بنا بر گزارش‌های رسمی ۹۰۰ نفر بر اثر شورش و شلیک توسط پلیس کشته، ۲٬۰۳۶ نفر زخمی و هزاران نفر از شهرهای خود تبعید شدند.» خبرنگار بی‌بی‌سی، طورال واریا، این شورش‌ها را «قتل‌عام از پیش برنامه‌ریزی شده» نامید که از سال ۱۹۹۰ (۱۳۶۹ شمسی) در حال آماده‌سازی بوده و اظهار داشت که تخریب مسجد در واقع «محرک نهایی» این شورش‌ها بوده‌است.
محققان متعددی به همین نتیجه رسیده‌اند که این شورش‌ها باید از قبل برنامه‌ریزی شده باشد و گمان می‌رود که اطلاعات مربوط به آدرس خانه و محل کار مسلمانان از طریق منابع غیر عمومی به آشوبگران هندو داده شده‌است. گزارش شده‌است که این خشونت‌ها به‌طور گسترده‌ای توسط شیو سنا، یک گروه ملی‌گرای هندو به سرپرستی بال تاکرای، برنامه‌ریزی و اجرا شده‌است. عضو بلندپایه یک سازمان ویژه، وی. دشموک، به کمیته‌ای که وظیفه تحقیق در مورد شورش‌ها را بر عهده داشت، شواهدی را ارائه داده‌است. همچنین وی بیان می‌کند که عدم موفقیت در کشف و پیشگیری چنین شورش‌هایی به خاطر مداخلات سیاسی است. مسجد واقع در ایودیا باید مورد محافظت قرار می‌گرفت، که این نشان می‌دهد پلیس کاملاً از نقش شیو سنا در ارتکاب این اقدامات خشونت آمیز و گسترش نفرت نسبت به جوامع اقلیت آگاه است.

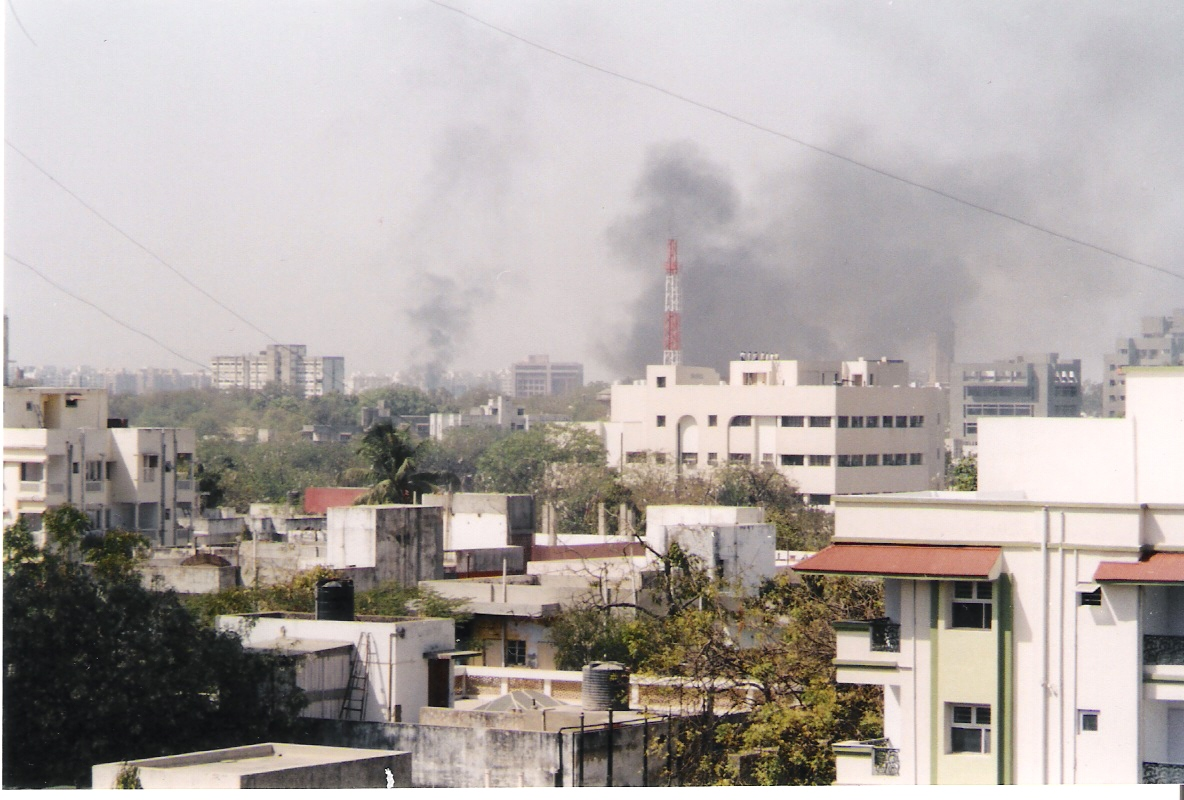
آسمان شهر احمدآباد پر از دود است چون ساختمان‌ها و مغازه‌ها توسط اوباش آشوبگر به آتش کشیده شده‌است

### ۲۰۰۲ درگیری‌های گجرات (۱۳۸۰ شمسی)
از زمان تقسیم هند، جامعه مسلمانان شهر گجرات همواره مورد خشونت و تنفر قرار گرفته‌اند. در سال ۲۰۰۲ (۱۳۸۰ شمسی)، در حادثه‌ای که به عنوان «ترور دولتی فاشیستی» وصف شده‌است، افراط گرایان هندو اقدامات خشونت آمیزی را علیه جمعیت اقلیت مسلمان انجام دادند.
نقطه شروع این اقدامات آتش‌سوزی قطار گادهارا بود که گفته می‌شد توسط مسلمانان انجام شده‌است. در طی این حادثه، دختران جوان مورد تجاوز جنسی قرار گرفته، سوزانده یا به‌طور فجیعی کشته شده بودند. این تجاوزها توسط حاکم بی‌جِی‌پی مورد اغماض قرار گرفت، که این امتناع از مداخله منجر به جابجایی ۲۰۰٬۰۰۰ نفر شد. آمار تلفات بر اساس گزارش‌های رسمی حاکی از کشته شدن ۷۹۰ مسلمان و ۲۵۴ هندو و آمار غیررسمی تا کشته شدن ۲٬۰۰۰ مسلمان را بیان می‌کرد. پس از آن فرماندار وقت نارندرا مودی نیز متهم به دست داشتن در این خشونت‌ها شد، همان‌طور که پلیس و مأمورین دولتی نیز در این شورش‌ها دست داشتند، هنگامی که آشوبگران را هدایت می‌کردند و لیستی از مشخصات دارایی‌های مسلمانان را به افراط گرایان می‌دادند.
مالیکا سارابهای، که به همدستی دولت در این خشونت‌ها اعتراض کرده بود، مورد آزار و اذیت قرار گرفت و به دروغ توسط بی‌جِی‌پی به جرم قاچاق انسان متهم شد. سه مأمور پلیس نیز پس از آنکه با اقدامات مناسب، این شورش‌ها را در حوزه استحفاظی خود مهار کرده بودند، توسط بی‌جِی‌پی به عنوان توبیخی منتقل شدند تا دیگر در جلوگیری از این خشونت‌ها دخالت نکنند. به گفته پاول براس، تنها نتیجه‌گیری‌ای که می‌توان از شواهد موجود کرد این است که این شورش‌ها یک قتل‌عام برنامه‌ریزی شده بوده و به شکل «یک وحشیگری تمام عیار سازمان یافته» به اجرا درآمده است.
در سال ۲۰۰۷ (۱۳۸۶ شمسی)، مجله تِهِلکا مطلبی را تحت عنوان «حقیقت: ۲۰۰۲ گجرات» منتشر کرد، گزارشی که نشان می‌داد دولت ایالتی در این خشونت‌ها دخیل بوده و ادعا می‌کرد که آنچه به عنوان یک اقدام خودجوش انتقام جویانه خوانده می‌شود، در واقع یک «قتل‌عام تأیید شده توسط دولت» بوده‌است. بر اساس گزارش‌های دیدبان حقوق بشر، این درگیری‌ها در گجرات در سال ۲۰۰۲ (۱۳۸۰ شمسی) از پیش برنامه‌ریزی شده بوده و پلیس و دولت ایالتی در اجرای این خشونت‌ها دست داشته‌اند. در سال ۲۰۱۲ (۱۳۹۱ شمسی)، نارندرا مودی از اتهام همدستی در این شورش‌ها توسط یک تیم ویژه تحقیقاتی که توسط دیوان عالی کشور منصوب شده بود، تبرئه شد. گفته می‌شود که جامعه مسلمانان با «عصبانیت و مخالفت» به این موضوع واکنش نشان دادند، و یک فعال حقوق بشر به نام تیستا سِتالواد در این مورد گفته‌است که مبارزه قانونی هنوز تمام نشده‌است، زیرا آنها این حق را دارند که درخواست تجدید نظر بدهند. دیدبان حقوق بشر همچنین اقدامات انسان دوستانه‌ای را توسط برخی از هندوها، دالیتها و قبایل دیگر، که سعی در محافظت از مسلمانان در برابر خشونت داشته‌اند، گزارش کرده‌است.

### درگیری‌های مظفرنگر
در سال ۲۰۱۳ (۱۳۹۲ شمسی) بین ماه‌های آگوست تا سپتامبر (مرداد تا شهریور)، درگیری‌هایی بین دو جامعه بزرگ مذهبی هندوها و مسلمانان در ناحیه مظفرنگر واقع در ایالت اوتار پرادش رخ داد. این شورش‌ها منجر به کشته شدن ۶۲ نفر از جمله ۴۲ مسلمان و ۲۰ هندو و زخمی شدن ۲۰۰ نفر و آواره شدن بیش از ۵۰٬۰۰۰ نفر شد.

### ۲۰۲۰ درگیری در دهلی نو (۱۳۹۸ شمسی)
شورش‌های بخش شمال شرقی دهلی که ۵۳ کشته و بیش از ۲۰۰ زخمی با اوضاع وخیم بر جای گذاشت، به خاطر اعتراضاتی که علیه قانون شهروندی صورت گرفته بود، شروع شد. بسیاری از منتقدین بر این باورند که این قانون بر ضد مسلمانان تصویب شده‌است و بخشی از دستور کار نخست‌وزیر نارندرا مودی که یک ملی‌گرای هندو است، می‌باشد.

## فیلم‌های ساخته شده
فیلم بهشت و جهنم بر روی زمین بر اساس قتل‌عام جامعه گلبرگ که در جریان درگیری‌های سال ۲۰۰۲ (۱۳۸۰ شمسی) اتفاق افتاد، ساخته شده‌است. به دلیل ترس از ایجاد شورش دوباره، پخش این فیلم در  سینماهای شهر گجرات ممنوع شد. این فیلم با به تصویر کشیدن صحنه‌هایی چون زنده زنده سوختن خانواده‌ها در خانه‌هایشان، سوزاندن زن‌ها پس از تجاوز گروهی به آنها و تکه‌تکه کردن کودکان، بیرحمی و قساوت افراط گرایان هندو را نشان می‌دهد.
فیلم  راه حل نهایی اثر راکِش شارما یکی از بهترین فیلم‌های  مستندی است که درگیری‌های سال ۲۰۰۲ (۱۳۸۰ شمسی) در گجرات را مورد بررسی قرار می‌دهد. کمیته مرکزی صدور مجوز فیلم هند سعی داشت تا پخش این فیلم را ممنوع کند اما در سال ۲۰۰۴ (۱۳۸۳ شمسی)، رئیس این اداره انوپم کهیر مجوز پخش نسخه سانسور نشده این فیلم را صادر کرد.

## فهرست کتب
- Blom Hansen, Thomas (2001). Wages of Violence: Naming and Identity in Postcolonial Bombay. Princeton University Press. ISBN 978-0-691-08840-2.
- Reference, Blackwell (1999). "Indian communal massacres (1946–7)". Blackwell Reference. doi:10.1111/b.9780631209379.1999.x. ISBN 978-0-631-20937-9.
- Brekke, Torkel (2012).  Chris Seiple; Dennis R. Hoover; Pauletta Otis (eds.). The Routledge Handbook of Religion and Security. Routledge. ISBN 978-0-415-66744-9.
- Brass, Paul (26 March 2004). "The Gujarat Pogrom of 2002". Social Science Research Council. Archived from the original on 21 July 2013. Retrieved 13 March 2020.{{cite news}}:  نگهداری CS1: پیش‌فرض تکرار ref (link)
- Brass, Paul. "Riots, Pogroms, and Genocide in Contemporary India: From Partition to the Present". Paul R. Brass. Archived from the original on 5 اكتبر 2013. Retrieved 13 March 2020. {{cite web}}: Check date values in: |archive-date= (help)
- Brass, Paul R. (2003). The Production of Hindu-Muslim Violence in Contemporary India. University of Washington Press. ISBN 978-0-295-98506-0.
- Berglund, Henrik (2011).  Galina Lindquist; Don Handelman (eds.). Religion, Politics, and Globalization: Anthropological Approaches. Berghahn. p. 105. ISBN 978-1-84545-771-6.
- Campbell, John (2012).  Chris Seiple; Dennis Hoover; Dennis R. Hoover; Pauletta Otis (eds.). The Routledge Handbook of Religion and Security. Routledge. ISBN 978-0-415-66744-9.
- Chu, Henry (25 February 2007). "Film on an India pogrom boycotted". Los Angeles Times.{{cite news}}:  نگهداری CS1: پیش‌فرض تکرار ref (link)
- Chatterji, Joya (2013).  Meghna Guhathakurta; Willem van Schende (eds.). The Bangladesh Reader: History, Culture, Politics. Duke University Press. ISBN 978-0-8223-5318-8.
- Chandavarkar, Rajnayaran (3 September 2009). History, Culture and the Indian City (1st ed.). Cambridge University Press. ISBN 978-0-521-76871-9.
- Cohen, Stephen P. (2013). Shooting for a Century: The India-Pakistan Conundrum. Brookings Institution Press. p. 66. ISBN 978-0-8157-2186-4.
- Datta, Antara (2012). Refugees and Borders in South Asia: The Great Exodus of 1971. Routledge. p. 183. ISBN 978-0-415-52472-8.
- D'Costa, Bina (2010). Nationbuilding, Gender and War Crimes in South Asia. Routledge. ISBN 978-0-415-56566-0.
- Dhattiwala, Raheel; Biggs, Michael (December 2012). "The Political Logic of Ethnic Violence: The Anti-Muslim Pogrom in Gujarat, 2002". Politics & Society. 40 (4). doi:10.1177/0032329212461125.
- Eckhert, Julia (25 May 2005).  Austin Sarat; Christian Boulanger (eds.). The Cultural Lives of Capital Punishment: Comparative Perspectives. Stanford University Press. ISBN 978-0-8047-5234-3.
- Engineer, Asghar Ali (1991). Communal Riots in Post-independence India. Sangam. ISBN 978-0-86311-139-6.
- Engineer, Asghar Ali (December 2002). "Gujarat Riots in the Light of the History of Communal Violence". Economic and Political Weekly. 37 (50).
- Etzion, Amitai (2008). Security First: For a Muscular, Moral Foreign Policy. Yale University Press. ISBN 978-0-300-14307-2.
- Ghosh, Partha S. (2004).  Ranabir Samaddar (ed.). Peace Studies: An Introduction To the Concept, Scope, and Themes. SAGE. ISBN 978-0-7619-9660-6.
- Gupta, Ravi (2013). "The changing landscape".  In K. Moti Gokulsing; Wimal Dissanayake (eds.). Routledge Handbook of Indian Cinemas. Routledge. ISBN 978-0-415-67774-5.
- Gangoli, Geetanjali (28 January 2007). Indian Feminisms: Law, Patriarchies and Violence in India. Ashgate. ISBN 978-0-7546-4604-4.
- Ghassem-Fachandi, Parvis (19 March 2012). Pogrom in Gujarat: Hindu Nationalism and Anti-Muslim Violence in India. Princeton University Press. p. 2. ISBN 978-0-691-15177-9.
- Ganguly, Rajat (2007). "Democracy and ethnic conflict".  In Sumit Ganguly; Larry Diamond; Marc F. Plattner (eds.). The State of India's Democracy. The Johns Hopkins University Press. ISBN 978-0-8018-8791-8.
- Ganguly, Sumit (2003). The Kashmir Question: Retrospect and Prospect. Routledge. ISBN 978-0-7146-8439-0.
- Human Rights Watch, H R. (2003). "Compounding Injustice: The Government's Failure to Redress Massacres in Gujarat". Fédération internationale des droits de l'homme. p. 57. Archived from the original on 19 June 2015. Retrieved 13 March 2020.{{cite web}}:  نگهداری CS1: پیش‌فرض تکرار ref (link)
- Hazarika, Sanjoy (26 February 1984). "Peace fragile in Assam a year after carnage". The New York Times. Retrieved 2015-04-08.
- Hefner, Robert W. (2006).  Robert W. Hefner; Muhammad Qasim Zaman (eds.). Schooling Islam: The Culture and Politics of Modern Muslim Education. Princeton University Press. ISBN 978-0-691-12933-4.
- Holt, Peter M. (1977).  Peter Malcolm Holt; Ann K. S. Lambton; Bernard Lewis (eds.). The Cambridge History of Islam (New ed.). Cambridge University Press. ISBN 978-0-521-29137-8.
- Herman, Phyllis K. (2006).  Kathryn M. Coughlin (ed.). Muslim Cultures Today: A Reference Guide. Greenwood. ISBN 978-0-313-32386-7.
- Hussain, Monirul (1 February 2009).  Sibaji Pratim Basu (ed.). The Fleeing People of South Asia: Selections from Refugee Watch. Anthem. p. 261. ISBN 978-8190583572.
- Holst, Arthur (30 August 2004).  Merril D. Smith (ed.). Encyclopedia of rape. Greenwood. ISBN 978-0-313-32687-5.
- Jaffrelot, Christophe (2011). Religion, Caste, and Politics in India. C Hurst & Co. ISBN 978-1-84904-138-6.
- Jaffrelot, Christophe (1996). The Hindu Nationalist Movement and Indian Politics 1925-1990s: Strategies of Identity-Building, Implantation and Mobilisation. C Hurst & Co. ISBN 978-1-85065-301-1.
- Krishnan, Murali; Shamil Shams (11 March 2012). "Modi's clearance in the Gujarat riots case angers Indian Muslims". Deutsche Welle.
- Khalidi, Omar (28 December 2009).  Shiping Hua (ed.). Islam and democratization in Asia. Cambria Press. ISBN 978-1-60497-632-8.
- Kaviraj, Sudipta (2010). The Imaginary Institution of India: Politics and Ideas. Columbia University Press. ISBN 978-0-231-15223-5.
- Kaur, Raminder (5 February 2005). Performative Politics and the Cultures of Hinduism: Public Uses of Religion in Western India. Anthem. ISBN 978-1-84331-139-3.
- Murphy, Eamon (24 March 2011).  Richard Jackson; Eamon Murphy; Scott Poynting (eds.). Contemporary State Terrorism: Theory and Practice. Routledge. ISBN 978-0-415-66447-9.
- Markovits, Claude. "India from 1900 to 1947". Mass Violence.Org.{{cite web}}:  نگهداری CS1: پیش‌فرض تکرار ref (link)
- Metcalf, Barbara (2006).  Robert W. Hefner; Muhammad Qasim Zaman (eds.). Schooling Islam: The Culture and Politics of Modern Muslim Education. Princeton University Press. ISBN 978-0-691-12933-4.
- Metcalf, Barbara (2013).  Deana Heath; Chandana Mathur (eds.). Communalism and Globalization in South Asia and its Diaspora. Routledge. ISBN 978-0-415-85785-7.
- Mazzarella, William (2013). Censorium: Cinema and the Open Edge of Mass Publicity. Duke University Press. ISBN 978-0-8223-5388-1.
- Metcalf, Barbara D. (2009).  Barbara D. Metcalf (ed.). Islam in South Asia in Practice. Princeton University Press. ISBN 978-0-691-04420-0.
- Price, Daniel E. (2012). Sacred Terror: How Faith Becomes Lethal. Praeger. ISBN 978-0-313-38638-1.
- Prakash, Gyan (15 February 2007).  Anuradha Dingwaney Needham; Rajeswari Sunder Rajan (eds.). The Crisis of Secularism in India. Duke University Press. ISBN 978-0-8223-3846-8.
- Puniyan, Ram (2003). Communal Politics: Facts Versus Myths. Sage. ISBN 978-0-7619-9667-5.
- Pennington, Brian K. (2012).  Brian K. Pennington (ed.). Teaching Religion and Violence. Oxford University Press. ISBN 978-0-19-537242-7.
- Pandey, Gyanendra (1 November 2005). Routine violence: nations, fragments, histories. Stanford University Press. ISBN 978-0-8047-5264-0.
- Risam, Roopika (30 December 2010).  John D. H. Downing (ed.). Encyclopedia of Social Movement Media. Sage. ISBN 978-0-7619-2688-7.
- Raman, Sita Anantha (8 June 2009). Women in India: a social and cultural history. Praeger. ISBN 978-0-275-98242-3.
- Riddick, John F. (2006). The History of British India: A Chronology. Praeger. ISBN 978-0-313-32280-8.
- Riaz, Ali (2008). Faithful Education: Madrassahs in South Asia. Rutgers University Press. ISBN 978-0-8135-4345-1.
- Narula, Smita (1 May 2002). "India: Gujarat Officials Took Part in Anti-Muslim Violence". Human Rights Watch. not a spontaneous uprising, it was a carefully orchestrated attack against Muslims. The attacks were planned in advance and organised with extensive participation of the police and state government officials{{cite news}}:  نگهداری CS1: پیش‌فرض تکرار ref (link)
- Kokrajhar; Dhubri (24 August 2012). "Killing for a homeland". The Economist Banyan blog. Archived from the original on 25 August 2012.
- Saikia, Yasmin (2005). Fragmented Memories: Struggling to be Tai-Ahom in India. Duke University Press. ISBN 978-0-8223-3373-9.
- Sarkur, Tanika (2007).  Taisha Abraham (ed.). Women and the Politics of Violence. Har Anand. ISBN 978-8124108475.
- Shani, Giorgio (2007). Sikh nationalism and identity in a global age. Routledge. ISBN 978-0-415-42190-4.
- Shani, Ornit (2007). Communalism, Caste and Hindu Nationalism: The Violence in Gujarat. Cambridge University Press. ISBN 978-0-521-72753-2.
- Sikand, Yoginder (2006).  Ibrahim Abu-Rabi' (ed.). The Blackwell Companion to Contemporary Islamic Thought. Wiley-Blackwell. p. 88. ISBN 978-1-4051-2174-3. In the fascist Hindutva imagination, the Indian Muslims are continuously reviled as Pakistani "fifth columnists," as "enemies of the nation" and so on, and their patriotism is said to be suspect. The Muslim as the menacing "other" occupies a central place in Hindutva discourse, and this has been used to legitimize large-scale anti-Muslim violence.
- Sikand, Yoginder (2004). Muslims in India Since 1947: Islamic Perspectives on Inter-Faith Relations. Routledge. ISBN 978-0-415-31486-2.
- Singh, Sujala (2010). "Bombay Cinema: Terror and Spectacle".  In Boehmer, Elleke; Morton, Stephen (eds.). Terror and the Postcolonial. Malden, MA: Wiley-Blackwell. p. 348. ISBN 978-1-4051-9154-8. one of the most horrific instances of fascistic state terror took place in Gujarat in 2002
- Singh, Ujjwal Kumar (2012).  Victor V. Ramraj; Michael Hor; Kent Roach (eds.). Global Anti-Terrorism Law and Policy (2nd ed.). Cambridge University Press. p. 427. ISBN 978-1-107-01467-1.
- Smith, Glenn (2005).  Asvi Warman Adam; Dewi Fortuna Anwar (eds.). Violent Internal Conflicts in Asia Pacific: Histories, Political Economies, and Policies. Yayasan Obor. ISBN 9789794615140.
- Swami, Praveen (19 October 2006). India, Pakistan and the Secret Jihad: The Covert War in Kashmir, 1947–2004. Routledge. ISBN 978-0-415-40459-4.
- Tilly, Charles (2006). Regimes and Repertoires. University of Chicago Press. ISBN 978-0-226-80350-0.
- Tambiah, Stanely J. (1997). Leveling Crowds: EthnoNationalist Conflicts and Collective Violence in South Asia. University of California Press. ISBN 978-0-520-20642-7.
- Times of India, TNN (31 December 2005). "State pogroms glossed over". The Times of India.{{cite news}}:  نگهداری CS1: پیش‌فرض تکرار ref (link)
- Varia, Toral (2 September 2007). "Mumbai riots a planned, perfected pogrom?". CNN-IBN.{{cite news}}:  نگهداری CS1: پیش‌فرض تکرار ref (link)
- Varshney, Ashutosh (2003). Ethnic Conflict and Civic Life: Hindus and Muslims in India (2nd Revised ed.). Yale University Press. p. 8. ISBN 978-0-300-10013-6.
- Vickery, Jacqueline (30 December 2010).  John D. H. Downing (ed.). Encyclopedia of Social Movement Media. Sage. ISBN 978-0-7619-2688-7.
- Varshney, Ashutosh. "Understanding Gujarat Violence". Social Science Research Council. Archived from the original on 21 July 2013. Retrieved 13 March 2020.{{cite web}}:  نگهداری CS1: پیش‌فرض تکرار ref (link)
- Weigl, Constanze (2012). Reproductive Health Behaviour and Decision-making of Muslim Women: An Ethnographic Study in a Low-income Community in Urban North India. Lit Verlag. ISBN 978-3-643-10770-1.
- Wilkinson, Steven I. (2006). Votes and Violence: Electoral Competition and Ethnic Riots in India. Cambridge University Press. ISBN 978-0-521-53605-9.